# Spodnje Gameljne

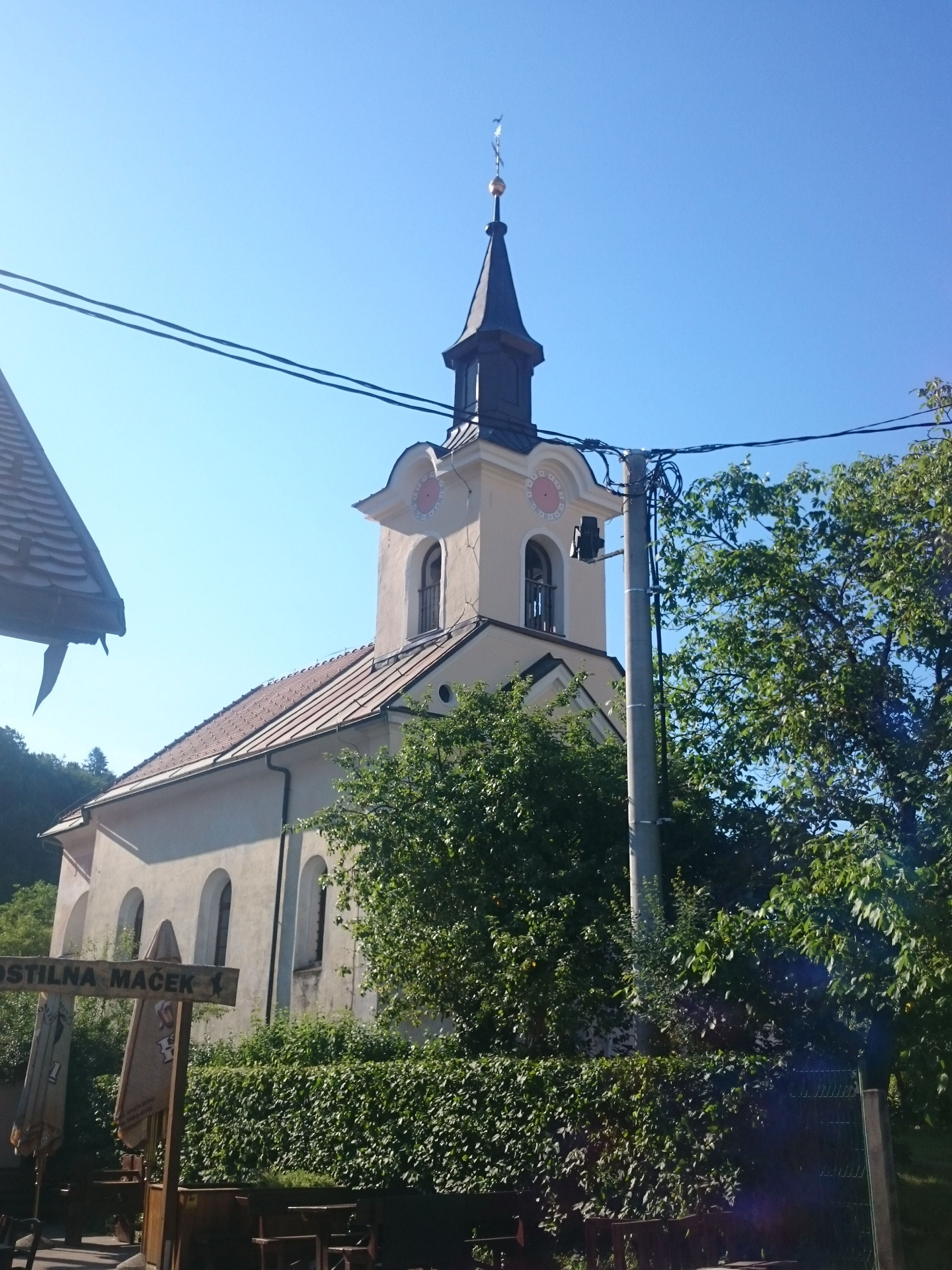
Leonhardskirche Sp. Gamelijne

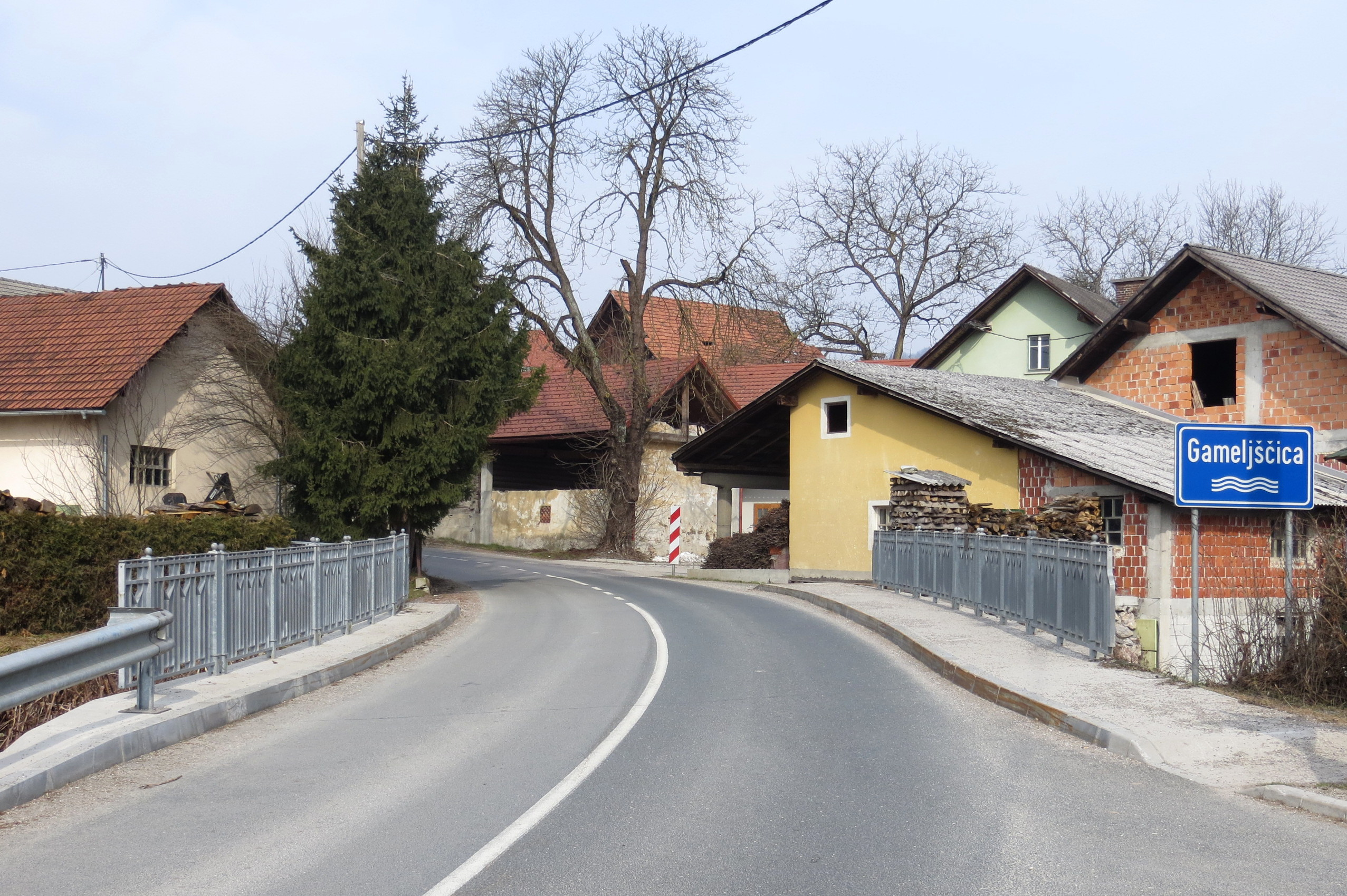
Brücke über die Gameljščica in Untergamling

Spodnje Gameljne (spoːdnjɛ ˈɡaːməlnɛ; deutsch Untergamling) ist der Name einer Siedlung nördlich des Stadtgebiets von Ljubljana, der Hauptstadt Sloweniens. Der Ort wird als unabhängiges Dorf zum Laibacher Stadtbezirk Šmarna gora gezählt.
Spodnje Gameljne liegt am Nordufer der Save, östlich des Dorfs Zgornje Gameljne, südlich von Srednje Gameljne und am Flüsschen Gameljščica, das durch die Siedlung fließt und dort in die Save mündet.

## Geschichte
In schriftlichen Quellen wird die Siedlung 1260 als Gemlein (und 1295 als Gemleyn, 1338 als Gaͤmelein) erwähnt.

## Sehenswürdigkeiten
Die örtliche St. Leonhard-Kirche (Cerkev sv. Lenarta) aus dem 19. Jahrhundert ist eine Filialkirche der Pfarrei von Šmartno pod Šmarno Goro. Sie wurde erstmals 1526 erwähnt. Mitte des 17. Jahrhunderts wurde sie umgebaut und 1673 geweiht. Die heutige Kirche wurde – mit Ausnahme des Glockenturms – in den Jahren 1875 bis 1877 errichtet.